# Muzos
Los muzos son un grupo indígena de Colombia que se asentó en los territorios que actualmente corresponden al municipio de Muzo y municipios vecinos en los departamentos de Boyacá, Cundinamarca y Santander. Son reconocidos por su carácter belicoso y los conflictos que tuvieron con los muiscas por la posesión de las tierras en las vertientes de la Cordillera oriental colombiana. Aunque tradicionalmente se consideraban como parte del pueblo caribe, el idioma muzo es una lengua no clasificada[cita requerida].

## Ubicación
Su territorio limitaba por el sur con el río Negro, a partir del cual habitaban los panches; por el occidente, con el río Magdalena; por el norte con el área selvática del río Carare, antiguo territorio de los yariguíes; y por el oriente, con el territorio muisca del valle de Ubaté, Chiquinquirá y el río Pacho.

## Sociedad
En líneas generales era un pueblo de espíritu bélico, cuyas actividades giraban en torno a la guerra, como las otras tribus integrantes de la familia caribe. Deformaban su cráneo por medio de presión aplanándolo en dirección anteroposterior. 
Los muzos se organizaban en diferentes tribus, cada una con un jefe, sin que existiera un cacique para todo el pueblo muzo. El poder recaía en los ancianos y en aquellos destacados en la guerra, sin la existencia de leyes o directrices obligatorias. Socialmente, se dividía en dos estratos: los guerreros y las personas destacadas, por un lado, y los chingamanas o chingamas, que eran considerados parias o esclavos, especialmente aquellos individuos de otras etnias hechos prisioneros o tapacaes. El estatus más elevado se conseguía gracias a logros en la guerra y su comportamiento violento. Los más brutales eran reconocidos como líderes principales.

## Actividades económicas
Los muzos se dedicaban a diversas actividades económicas, como la agricultura, la ebanistería, la extracción y tallado de esmeraldas, y la producción de cerámica. En su territorio se encontraban yacimientos de plata, cobre, oro, hierro y esmeraldas, así como minas de alumbre. Sin embargo, el uso del cobre fue limitado, reservado principalmente para la fabricación de esmeriles y otras herramientas, ya durante la época colonial.
Para la extracción de esmeraldas, utilizaban herramientas de madera llamadas coas, y aprovechaban corrientes de agua almacenada en cotas altas para descubrir las vetas de esmeralda. Estas gemas preciosas eran posteriormente talladas.
En cuanto a la producción textil, fabricaban sayales, prendas de algodón y artículos de pita. Esta labor estaba a cargo de las cocojimas (rameras, personas que usan ramas de plantas agave para fabricar hilazas, coco significa persona muy inteligente). Además, también se destacaron en la fabricación de cerámica.

## Religión
Su religión era politeísta; sin embargo, contaban con un número pequeño de dioses: Are creador de los humanos, Maquipa de la que creían curaba enfermedades y el Sol y la Luna.